# 戈瓦恩加特烏帕齊拉
戈瓦恩加特乌帕齐拉是孟加拉国錫爾赫特縣的一个乌帕齐拉，位於錫爾赫特专区的錫爾赫特縣。。

## 人口
據1991年孟加拉國人口普查，戈瓦恩加特共有戶數27,295戶，人口207170人。其中男性佔比51.80%，女性佔比48.20%；成年人口78,207人。該地7歲以上人口之平均識字率為15.1%。